# San Alberto megye
San Alberto egy megye Argentínában, Córdoba tartományban. A megye székhelye Villa Cura Brochero.

## Települések
Önkormányzatok és települések (Municipios y comunas)
- Ámbul
- Arroyo de Los Patos
- La Victoria
- Las Calles
- Las Rabonas
- Mina Clavero
- Nono
- Panaholma
- San Lorenzo
- San Pedro
- San Vicente
- Sauce Arriba
- Villa Cura Brochero
- Villa Sarmiento